# Dugesia aenigma
Dugesia aenigma là một loài giun nước ngọt của xứ Cephalonia, Hy Lạp.
Mẫu vật bảo quản có chiều dài lên đến 8 mm và chiều rộng 2 mm.

## Hình ảnh

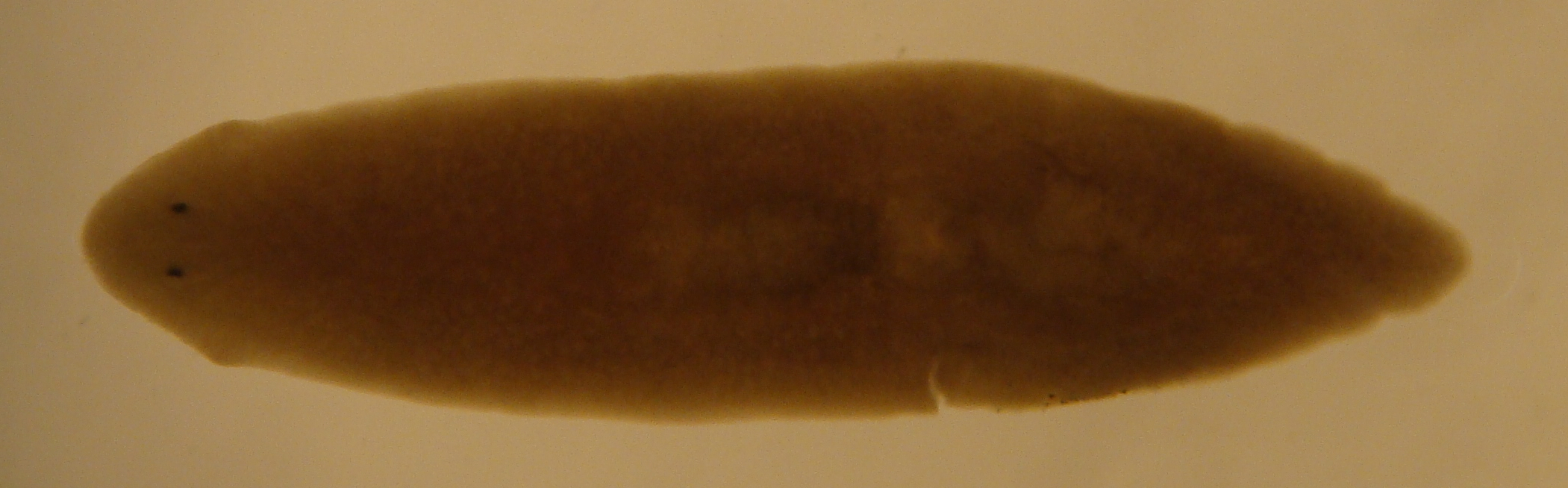